# Berende (provincia de Sofía)
Berende (en búlgaro: Беренде) es un pueblo en el municipio de Dragoman, provincia de Sofía, en la parte más occidental de Bulgaria, cerca de la frontera con Serbia.
Berende se encuentra en el extremo occidental de los Balcanes, no lejos de las orillas del río Nishava. La distancia a la capital nacional, Sofía, es de 52 km (32 millas). Los pueblos cercanos son Godech y el centro municipal Dragoman, ambos a 10 km (6,2 millas) de distancia. En 1985, Berende tenía 79 residentes; en 2011, su población se había reducido a 33.
Según la lingüista Anna Choleva-Dimitrova, el topónimo Berende proviene de la tribu pechenega de los berendéi. Se sabe que los berendéi se asentaron en varias partes de los Balcanes alrededor del siglo x al xii.
El pueblo tiene una iglesia ortodoxa medieval, la iglesia de san Pedro, que cuenta con ricos frescos interiores del siglo xiv. Se encuentra a 800 metros (2.600 pies) al oeste del pueblo, cerca de Nishava. En la actualidad, las iglesias se encuentran en el antiguo cementerio del pueblo. No lejos de la iglesia, en el camino que la une con el pueblo, se encuentra Mosta (Моста, «El Puente»), una formación rocosa de arco natural.